# Минц, Григорий Ефроимович
Григорий Ефроимович (Ефимович) Минц (7 июня 1939, Ленинград — 29 мая 2014, Пало-Алто, Калифорния) — советский и американский учёный в области прикладной математики и логики. Иностранный член Эстонской академии наук (2008).

## Биография
Окончил Ленинградский государственный университет (1961). Диссертацию кандидата физико-математических наук защитил в 1965 году под руководством Н. А. Шанина.
Сотрудник Ленинградского отделения Математического института имени В. А. Стеклова (ЛОМИ).
С 1980 года жил и работал в Таллине, научный сотрудник Института кибернетики АН Эстонской ССР.
Доктор физико-математических наук, тема диссертации «Преобразования доказательств и синтез программ» (1988).
С 1991 года — профессор отделения философии Стенфордского университета.
Автор трудов по логике и философии математики.

#### Научные статьи
- Минц Г. Е. Независимость постулатов натуральных исчислений // Записки научных семинаров ПОМИ. – 1968. – Т. 8. – С. 192-195.